# Cán bộ giảng dạy
Cán bộ giảng dạy, cán bộ học thuật, được gọi là faculty trong tiếng Anh Mỹ/Canada, academics trong tiếng Anh Anh bao gồm: giáo sư của các cấp bậc khác nhau, giảng viên hoặc các nhà nghiên cứu trong các trường đại học, cao đẳng. Các cấp bậc giáo sư gồm trợ giảng (Adjunct professor), trợ lý giáo sư (Assistant professor), phó giáo sư (Associate professor) và giáo sư cấp cao. Họ thường được giữ lại thuê (tenured), hay hợp đồng thuê (tenure-track) theo các điều khoản trong hợp đồng lao động của họ. Trong tiếng Anh Anh, faculty thường đề cập đến một bộ phận của trường đại học, chứ không phải cho cán bộ nhân viên.